# Henry Lee III
Henry Lee III (29. januar 1756 – 25. marec 1818) je bil zgodnji ameriški patriot in politik, ki je služil kot deveti guverner Virginije in kot predstavnik Virginije v Kongresu Združenih držav Amerike. Leejevo služenje med ameriško revolucijo kot konjeniški častnik v kontinentalni vojski mu je prineslo vzdevek, po katerem je najbolj znan, "Light-Horse Harry". Bil je oče konfederacijskega generala Roberta E. Leeja, ki je med ameriško državljansko vojno vodil vojsko Severne Virginije proti vojski Unije.